# Caramany
Caramany – miejscowość i gmina we Francji, w regionie Oksytania, w departamencie Pireneje Wschodnie. Przez miejscowość przepływa rzeka Agly. 
Według danych na rok 1990 gminę zamieszkiwało 170 osób, a gęstość zaludnienia wynosiła 12 osób/km² (wśród 1545 gmin Langwedocji-Roussillon Caramany plasuje się na 737. miejscu pod względem liczby ludności, natomiast pod względem powierzchni na miejscu 565.). 

## Zabytki
Zabytki na terenie gminy posiadające status monument historique:
- kościół św. Szczepana (Église Saint-Étienne de Caramany)

## Populacja

Populacja Caramany w latach 1962–2008